# V538 Андромеды
V538 Андромеды (лат. V538 Andromedae) — двойная затменная переменная звезда типа Беты Лиры (EB) в созвездии Андромеды на расстоянии приблизительно 4957 световых лет (около 1520 парсеков) от Солнца. Видимая звёздная величина звезды — от +13,98m до +13,48m. Орбитальный период — около 0,5188 суток (12,451 часов).

## Характеристики
Первый компонент — жёлто-белая звезда спектрального класса F. Радиус — около 1,51 солнечного, светимость — около 5,707 солнечных. Эффективная температура — около 7271 K.
Второй компонент — жёлто-белая звезда спектрального класса F.